# Yordi
Jorge González Díaz, meglio noto come Yordi (San Fernando, 14 settembre 1974), è un ex calciatore spagnolo, di ruolo attaccante.

## Carriera
Yordi è cresciuto nelle giovanili del Siviglia, e nella stagione 1995-1996 ha collezionato 6 presenze in prima squadra segnando un gol.
Nel 1996 è passato all'Atlético Madrid; ha giocato principalmente nell'Atlético Madrid ed ha vinto il Trofeo Pichichi come miglior marcatore della Segunda División 1996-1997, realizzando 19 reti. Nella stessa ha giocato anche una partita in massima serie con la prima squadra.
Nel 1997 è stato acquistato dal Real Saragozza, con cui ha giocato fino al 2004, esclusa la seconda parte della stagione 2001-2002, durante la quale ha giocato in prestito con gli inglesi del Blackburn.
In Inghilterra ha vinto la Football League Cup 2001-2002 e con la squadra aragonese ha vinto due Coppe del Re.
Nel 2004 ha lasciato il Real Saragozza ed ha giocato una stagione con il Getafe, una con il Maiorca, due con lo Xerez, prima di concludere la carriera con il Córdoba nel 2009.

## Palmarès

### Club
- Coppa di Spagna: 2

Real Saragozza: 2000-2001, 2003-2004
- Coppa di Lega inglese: 1

Blackburn Rovers: 2001-2002

### Individuale
- Trofeo Pichichi (Segunda División): 2

1996–1997 (19 gol ex aequo con Pauleta), 2007–2008 (20 gol)